# مارغريت مورغان لورانس
مارغريت كورنيليا مورغان لورانس (بالإنجليزية: Margaret Morgan Lawrence)‏ (19 أغسطس 1914 - 4 ديسمبر 2019)، طبيبة نفسية أمريكية ومحللة نفسية تأهلت في عام 1948. تضمّن عملها الرعاية السريرية والتعليم والأبحاث، خاصةً امتثال قوة الأنا وتطويرها في عائلات المدن الداخلية. درست لورانس الأطفال الصغار المعروفين بـ «القوة» حسب أساتذتهم في جورجيا وميسيسبي، وفي إجازة تفرغ علمي في أفريقيا في عام 1973، ألفت كتابين في الصحة العقلية لأطفال عائلات المدن الداخلية. ترأست لورانس خدمات النفس النمائية للرضع والأطفال (وعائلاتهم) في مستشفى هارلم مدة 21 سنة، بالإضافة إلى أنها كانت برتبة أستاذ مساعد في الطب النفسي في كلية الأطباء والجراحين في جامعة كولومبيا (بّي آند إس)، وتقاعدت في عام 1984.

## النشأة
ترعرعت لورانس بصفتها الطفل الناجي الوحيد في كنف والدتها المعلمة المدرسية ميري إليزابيث (سميث) مورغان، ووالدها القس كاهن الأسقفية ساندي ألونزو مورغان. عاشت العائلة في ريتشموند، فرجينيا، لكنهم سافروا إلى مدينة نيويورك لولادة لورانس وتوفي طفلهم الأول في مستشفى العزل العنصري المحلي. قالت لورانس «لطالما قلت في طفولتي ومراهقتي إنني أريد أن أصبح طبيبة بسبب شقيقي الوحيد، أخي الذي توفي وعمره أحد عشر شهرًا قبل عامين من ولادتي. كان من المحتمل أن ينقذه شخص مثلي». بعد ولادة لورانس عادت العائلة إلى فيرجينيا، ثم انتقلت إلى فيكسبيرغ شديدة العزلة، ميسيسبي.

## تعليمها
نظرًا إلى أنها أرادت أن تصبح طبيبة، انتقلت لورانس وهي مراهقة في عشرينيات القرن الماضي إلى هارلم، مدينة نيويورك قاصدةً مدرسة وادلي الثانوية للبنات وسكنت مع عائلة. حصلت لورانس على منحة من المجلس الوطني للكنيسة الأسقفية، ودرست في جامعة كورنيل من عام 1932 حتى 1936. كانت لورانس الطالبة الأمريكية الأفريقية الوحيدة، وكانت منفية في سكن معزول عنصريًا. دعمت لورانس نفسها بالعمل في البداية خادمة عند عائلة من البيض، والعيش في العِلية، وبعد ذلك عملت مساعدةً في مختبر.
على الرغم من تفوقها أكاديميًا، رُفض التحاقها في كلية طب ويل كورنيل في جامعة كورنيل لأنها سوداء. أصبحت لورانس ثالث أمريكية أفريقية تُقبل في كلية الأطباء والجراحين في جامعة كولومبيا، (بّي آند إس)، وشرعت بالدراسة في خريف عام 1936 وتخرجت في عام 1940. رُفض التحاقها للتخصص في مستشفى نيويورك للأطفال بسبب عرقها، ورُفضت أيضًا من مستشفى غراسلاند لأنها كانت متزوجة. أتمت لورانس سنتي التخصص في طب الأطفال في مستشفى هارلم (1940-1942).
بزمالة من مؤسسة روزنوالد حصلت لورانس على درجة الماجستير في العلوم في جامعة كولومبيا من كلية ميلمان للصحة العامة. كان أحد أساتذتها بينجامين سبوك الذي قادها إلى الربط بين الصحة البدنية والاجتماعية والنفسية. درّست لورانس طب الأطفال والصحة العامة في كلية ميهاري الطبية في نيشفيل، تينيسي، في أثناء الحرب العالمية الثانية، وقررت أن تصبح طبيبة نفسية. فبدأت في عام 1947 زمالة مجلس البحث الوطني في مستشفى الأطفال بدرجة أستاذ مساعد. أصبحت في عام 1948 أول أمريكية أفريقية تنضم إلى معهد ولاية نيويورك للطب النفسي، وأول متدربة تحليل نفسي أمريكية أفريقية تحصل على شهادة محلل نفسي للأطفال في مركز التحليل النفسي في جامعة كولومبيا عام 1951.